# 프라미스드 랜드 (영화)
《프라미스드 랜드》(영어: Promised Land)는 2012년 공개된 미국의 드라마 영화이다.

## 줄거리
수압파쇄법을 써서 천연가스를 추출하는 한 에너지 회사가 경제적으로 위태한 펜실베이니아주 농촌 지주들로부터 채굴권 허가를 얻어내기 위해 영업 사원들을 파견한다. 마을 과학 교사가 안전성에 의문을 제기하고 풀뿌리 운동이 벌어지면서 이들은 예상치 못했던 저항에 부딪힌다.

## 출연
- 맷 데이먼 - 스티브 버틀러 역
- 존 크러진스키 - 더스틴 노블 역
- 프랜시스 맥도먼드 - 수 토머슨 역
- 로즈마리 디윗 - 앨리스 역
- 스쿠트 맥네리 - 제프 데넌 역
- 타이터스 웰리버 - 롭 역
- 테리 키니 - 데이비드 처칠 역
- 팀 기니 - 드루 스콧 역
- 루커스 블랙 - 폴 기어리 역
- 핼 홀브룩 - 프랭크 예이츠 역